# ۱۶۰۰ (میلادی)
۱۶۰۰ (میلادی) هزار و ششصدمین سال تقویم میلادی است.

## زادگان
- ۲۰ دسامبر نیکلاس سانسون نقشه نگار و سفرنامه نویس

## درگذشتگان
- ۱۷ فوریه – جوردانو برونو، ستاره‌شناس، نویسنده، شاعر، و فیلسوف ایتالیایی (ز. ۱۵۴۸)